# 小行星9001
小行星9001（英語：9001 Slettebak）是一颗围绕太阳公转的小行星。1981年8月30日，愛德華·鮑威爾在可可尼诺县发现了此天体。
这颗小行星的绝对星等为174.12849等。